# アクエル前橋
アクエル前橋（AQERU MAEBASHI）は、群馬県前橋市にある事務所や商業施設からなる複合施設である。

## 歴史・概要

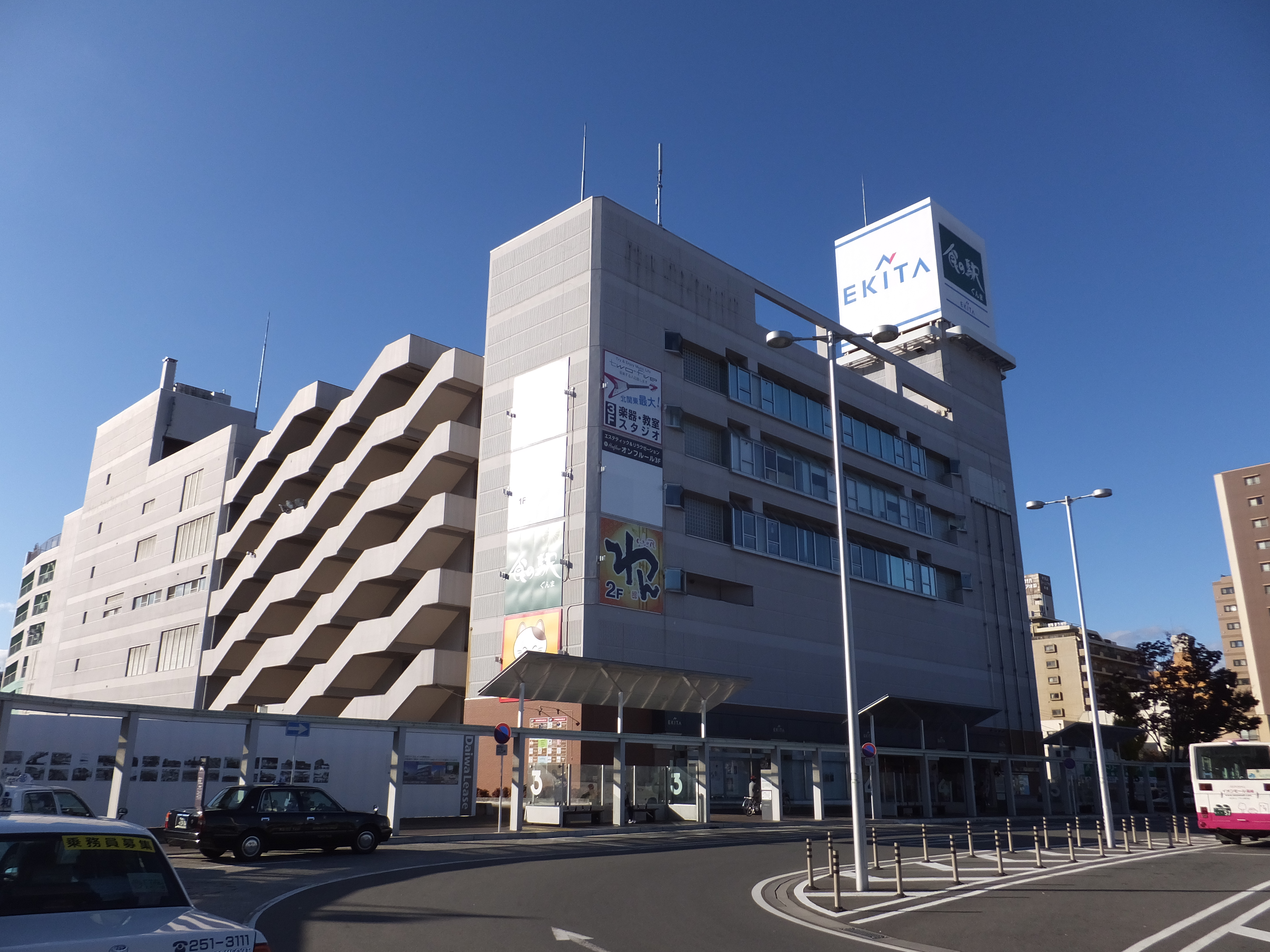
前橋駅北口ロータリー南側からアクエル前橋の前身となるエキータ前橋を望む（2015年11月）

### イトーヨーカドー前橋店の閉店
前橋市表町2丁目のJR前橋駅北口に1987年9月に開店したイトーヨーカドー前橋店（店舗面積約15,503m2、延床面積約42,443m2、直営店舗面積約12,375m2、売場面積約10,151m2）が、2010年8月16日に閉店したのが始まりである。
イトーヨーカドー前橋店は、2007年9月25日で賃貸借契約が切れた際には契約を更新して営業を継続したものの、中心市街地の空洞化や競合する相次ぐ大型ショッピングセンターの進出で売り上げが伸び悩んでいたとされている。
その後継として、イトーヨーカドー前橋店の閉店直前の2010年（平成22年）8月にスズラン百貨店（1階の約1,500m2）とフレッセイ（地下1階の約2,640m2）という地場資本の百貨店とスーパーが出店する新たな商業施設が後継店舗となる構想が発表されたが、採算面の問題から同年10月に白紙撤回となった。

### 「やまき」による再生
その後、2011年（平成23年）12月に中心市街地の大型店再生などを手掛けている開発会社「やまき」が当施設の再開発を担うことで基本合意に達し、2012年（平成24年）5月に15年の定期借家契約を締結した。
施設名称はエキータ前橋(EKITA)となり、食品スーパーが出店する地下1階と1階には小売店が入居し、2階と3階は飲食店や託児所のほか塾や文化教室、フィットネスクラブなどの集客施設が入居し、4階と5階には富士通グループの「富士通フロンテックシステムズ」が入居する事務所のフロアという構成の複合施設として2012年（平成24年）11月15日に開業した。
しかし、2012年（平成24年）11月15日の開業時点で約半分のテナントが間に合わず、その後も2階に計画された食堂街は2013年（平成25年）2月から「春ごろ」、5月29日、6月18日、「夏休み」へと何度も開業が延期された。

### 大阪の不動産会社へ土地・建物を売却
2014年8月、エキータの土地・建物を大阪市中央区の不動産会社「ジャパンエステート」が取得。同年10月4日付の上毛新聞が報じる。
売却後の2015年、公式サイトが消滅(2015年11月現在)。エキータとしてオープン当初のドメイン(www.ekita-maebashi.com)はリンク切れとなり、アフィリエイトサイトになっていた。SNS（Facebook・Twitter）も2015年6月の投稿を最後に更新されていない（2018年10月現在）。
2017年12月には地下1階にNEXUSが経営するパチンコ店「D'STATION 前橋エキータ店」がオープンするも、わずか3ヶ月後の2018年3月に休業した。

### コシダカHDによる取得
2018年時点でテナントとして入っていた「まねきねこ」を展開するコシダカホールディングスの関連会社、コシダカプロダクツがジャパンエステートからエキータの土地・建物を取得した。コシダカホールディングスはマスコミの取材に「地域経済の活性化に貢献できるような運営を検討」と回答していた。
その後、2020年3月24日に名称をアクエル前橋(AQERU MAEBASHI)へと変更することを発表した。7億円から8億円をかけて改修を行い、地下1階には、ワントゥーテンの「縁日」をテーマにしたデジタルレジャー施設が入り、1階はTSUTAYA BOOKSTOREが出店。3階には学生のための学習室を設けることを市に提案している。また、4階のオフィスフロアにはクライムの入居が決定。同年12月25日にグランドオープンした。

## 名称の由来

### エキータ前橋
旧施設の名称のエキータ（EKITA）は、2012年（平成24年）5月～7月ごろに公募した中から選ばれたもので、JR前橋駅北口の「駅北」がその由来であるが、「益が多い」（益多）の意味も込められている。

### アクエル前橋
アクエルは「AQUA（アクア、水）」と「会える」から。「水と緑と詩のまち」前橋の学びと遊び、ビジネスの接点となり、出会える場となる、という思いが込められている。